# Beretta M1934
Beretta M1934 je polavtomatska pištola italijanskega koncerna Fabbrica D'Armi Pietro Beretta S.p.A., ki so jo izdelovali med letoma 1934 in 1991.

## Zgodovina
Pištola Beretta M1934 predstavlja višek prizadevanj podjetja Beretta, da izdela zanesljivo in enostavno službeno pištolo. Hkrati je bila prva pištola izdelana za naboj 9 mm Corto ali kratka devetka. Naboj je za današnji standard sicer slaboten, v času, ko so izdelali pištolo pa je bil poleg naboja 7,65 mm Browning najbolj razširjen službeni kaliber. Zanesljivost delovanja te pištole je poskrbela, da je bila ta pištola uradno osebno orožje italijanske policije od leta 1934 do 1951, med civilnimi uporabniki pa je bila tako priljubljena, da so jo izdelovali vse do leta 1991 in skupaj izdelali čez milijon primerkov.

## Opis
Pištola deluje na principu kratkega trzanja cevi, deluje pa iz neblokiranega zaklepa po Browningovi mehaniki. Ročaj s črnimi plastičnimi oblogami v katerih je na veliko vtisnjen logotip podjetja je ergonomsko dobro oblikovan, nad njim pa se na levi strani jeklenega ogrodja nahaja vzvod varovalke. Ta se obrača v polkrogu 180º in hkrati služi tudi kot zadrževalo zaklepa v zadnjem položaju. Gumb utrjevala okvirja za strelivo se nahaja na dnu ročaja, kar je za današnji standard sicer nesprejemljivo, takrat pa je bilo splošno razširjeno. Kladivce je zunanje in olajšano z luknjo, pištola pa deluje v enojnem delovanju sprožilca, kar pomeni, da je potrebno kladivce napeti ročno, kadar se naboj nahaja v ležišču. Za natančnost poskrbijo klasični prednji in zadnji merek.

## Zanimivosti
Posebnost te pištole so vgravirani podatki na zaklepišču. Tam je na lei strani namreč vgravirano P. Beretta - Cal. 9mm Corto - Mod. 1934 - Gardone v.t. nato pa sledi še letnica izdelave po gregorijanskem koledarju v arabskih številkah in po fašističnem koledarju v rimskih številkah. Prvo leto fašističnega koledarja se namreč ujema z letom 1922, ko je Mussolini organiziral fašistični pohod na Rim.
Zanimivo je tudi, da imajo službene pištole na levi strani ogrodja vgravirane tudi velike črke: RE (Regio Esercito) za kopenske enote, RM (Regia Marina) za mornarico in PS (Pubblica Sicurezza) za policijo. Vsaka pištola ima tudi serijsko številko in znak kontrole kakovosti.
Kasneje so pištolo začeli izdelovati tudi v kalibru 7,65 mm Browning, povsem enaka pištola pa je dobila naziv Beretta M1935.